# 谢尔盖·沙尔古诺夫
谢尔盖·亚历山德罗维奇·沙尔古诺夫（羅馬化：Sergey Aleksandrovich Shargunov；1980年5月12日—）俄罗斯作家、政治人物，第七届、第八届国家杜马代表。
谢尔盖·沙尔古诺夫是牧师亚历山大·沙尔古诺夫的儿子。在莫斯科国立大学学习期间，沙尔古诺夫担任国家杜马代表塔季扬娜·阿斯特拉罕金娜的助理。19岁时，他开始为文学杂志《新世界》撰稿。2002年至2003年，担任《新报》记者。 2003年至2007年，他在独立报工作。2004年，他与他人共同创立了青年运动“乌拉！”与祖国党合作。2006年，沙尔古诺夫加入公正俄罗斯—为了真理。2013年，他在生意人报广播电台担任专栏作家。他还在莫斯科回声广播电台的网站上撰写了博客。2016年和2021年分别当选第七届和第八届国家杜马代表。

## 制裁
沙尔古诺夫于2022年因俄乌战争而受到加拿大和英国政府制裁。